# Студено четене
Студеното четене е набор от похвати, използван от екстрасенси, гадатели, медиуми, но и от илюзионисти, с които такива хора научават детайли за събеседника си, често с цел да го убедят, че знаят за личността му повече от това, което събеседниците всъщност сами са разкрили. Не бива да се бърка с едноименната театрална техника.
Дори и без да разполага предварително с данни за личността, практикуващият студено четене може бързо да получи важна информация за събеседника си, като анализира неговия език на тялото, облекло, прическа, пол, сексуална ориентация, религия, раса, етнос, образованост, начин на изразяване. Практикуващите студено четене („четци“) правят догадки, като изказват твърдения, които са много вероятни предвид забелязаните от тях външни признаци и вървят в посока на (често неволно) дадените от техните събеседници подсказки, като бързо прикриват несполучливите догадки.

## Основен механизъм
Преди началото на процедурата четецът обикновено моли събеседника си за съдействие, като казва нещо подобно: „Често виждам образи, които са ми неясни, най-вероятно защото имат смисъл само за вас, но не и за мен. Ако ми помогнете, може скоро да разкрием много неща за вас.“ Едно от най-важните изисквания е четецът да убеди събеседника си да му съдейства за тълкуването на мъгляви твърдения, които ще помогнат на четеца да се досети за факти: докато четецът изговаря неясни думи, събеседникът му внася собствен смисъл в тях. Събеседникът разкрива, съзнателно или не, конкретна информация с отговорите си, а четецът преформулира твърденията така, че да изглежда, че информацията идва от него; в случаите, в които четецът бърка, той бързо изоставя догадките си, замазвайки и омаловажавайки грешките си.
Слаби подсказки, като промени в изражението на лицето или в позата на тялото, показват на четеца дали дадена догадка е правилна. Комбинирайки студеното четене с информация, получена по други пътища, без знанието на събеседника (със записващи устройства в чакалните при някои ясновидци или със съгледвачи по опашките), четецът оставя впечатлението, че знае за събеседника си повече от случаен непознат. Този ефект се подсилва от обичайната практика четецът да преувеличава успешните си догадки и да увърта за грешките си.

## Други механизми
Джеймс Ъндърдаун от Center for Inquiry отбелязва, че пред студийна публика ефектът от студеното четене не е много впечатляващ. В типично телевизионно студио има към 200 души. Ако приемем, че всеки от тях познава към 150 души, то когато някой екстрасенс попита „Някой от вас да познава Маргарита?“, то той търси жена на име Маргарита сред социологическа извадка от 30000 души. 

### Стреляне напосоки
Стрелянето напосоки е обичайна техника за студено четене. Четецът бавно изкарва огромно количество от изключително общи твърдения, често пред голяма публика (твърдения, които е много вероятно да бъдат верни или поне да извикват някакви асоциации сред присъстващите), наблюдава техните изражения и реакции, стеснява обхвата си сред хората, които демонстрират, че са засегнати от тези твърдения, преформулира твърдението си, така че да заиграе с емоциите на малка група хора или дори на един човек.
Стрелянето напосоки може да се изразява в серия от подобни твърдения:
- „Виждам проблем със сърцето при мъжки родител във вашето семейство…баща, дядо, чичо, братовчед…определено виждам болка в гръдния кош при някой от родителите ви от мъжки пол“
- „Виждам жена, която не е свързана кръвно с вас…някого, край когото сте пораснали — леля, приятелка на майка ви, мащеха, с нещо тъмно в гърдите си, рак на белия дроб, сърдечна болест, рак на гърдата…“
- „Усещам как по-възрастна мъжка фигура, важна за живота ви, иска да знаете, че макар и да имате различия, той още ви обича.“

### Използване на ефекта на Форер
Ефектът на Форер е склонността на някои хора да интерпретират различни мъгляви твърдения по начин такъв, че те да се отнасят за техния живот.
Барнъмовите догадки (по името на Финиъс Барнъм) са твърдения, които изглеждат лични, но всъщност са верни за много хора. Привидно специфични, подобни догадки са често незавършени, оставяйки на събеседника достатъчно пространство за „маневриране“ при нагаждането им към неговата личност. Те са съставени така, че да предизвикат реакция у събеседника. Догадките могат да бъдат развити в сложни параграфи и привидно да разкриват голямо количество информация за събеседника. Талантлив и харизматичен четец може дори да изтормози събеседника си, искайки отново и отново да помисли за такива връзки, обвинявайки го, че просто не мисли задълбочено, или крие информация.
Догадки от този род са:
- „Усещам, че често се чувствате несигурен, особено с хора, които не познавате добре.“
- „Имате кутия неподредени снимки в къщата си.“
- „Виждам инцидент, свързан с дете и вода.“
- „Имате проблем с приятел или роднина.“
- „Баща ви е починал от проблеми в гръдния кош или стомаха.“

По отношение на последното твърдение, ако събеседникът е достатъчно възрастен е вероятно баща му да е починал. А изказаното твърдение се отнася до изобилие от симптоми, като сиптомите на различните сърдечносъдови заболявания, пневмония, диабети, бронхити, цироза, бъбречна недостатъчност, повечето видове рак, които са и най-честите причини за смърт.

### Широкоспектърна догадка
Широкоспектърните догадки са специален тип догадки, които приписват на събеседника дадена черта и едновременно с това противоположната ѝ. С подобна догадка четецът покрива целия диапазон от възможности и привидно е направил правилна догадка за личността на събеседника си, но тя всъщност е мъглива и противоречива. Тази техника може да се прилага, понеже личностните черти не могат да се измерват количествено и понеже на практика всеки е преживявал противоположни чувства.
Примери от този род:
- „През по-голямата част от времето сте позитивен и сърдечен, но в миналото е имало случаи, в които сте били много ядосан.“
- „Вие сте много мил и деликатен човек, но някой иска да злоупотреби с доверието ви и дълбоко във вас се таи гняв.“
- „Бих казал, че сте предимно тих и скромен, но когато сте в настроение, бързо ставате център на внимание.“

## Студено четене при скептици
Студеното четене се толерира сред илюзионистите, стига да е представено като артистичен похват, без илюзионистът да претендира, че е екстрасенс. 
Някои актьори открито признават, че използват студено четене в спектаклите си. Лин Кели, Кари Колеман, Йън Роуланд и Дерън Браун използват подобни техники за получаване на информация за личността по време на спектакли, претендирайки, че са медиуми. След като биват аплодирани от публиката, актьорите обявяват, че нямат свръхестествени сили, а само познания за психологията на човека и познания по студено четене.
В епизод от сериала Trick of the Mind, излъчен през март 2006, Дерън Браун нагледно демонстрира колко лесно хората се влияят от триковете на студеното четене.